# Olceclostera interniplaga
Olceclostera interniplaga är en fjärilsart som beskrevs av Max Wilhelm Karl Draudt 1929. Olceclostera interniplaga ingår i släktet Olceclostera och familjen silkesspinnare. Inga underarter finns listade i Catalogue of Life.